# Silivrispor
Silivrispor Kulübü bzw. in der Kurzform Silivrispor ist ein türkischer Fußballverein aus dem Istanbuler Stadtteil Silivri und wurde 1957 gegründet. Ihre Heimspiele bestreitet die Mannschaft im Silivri Stadı. Die Vereinsfarben sind rot-blau.

## Geschichte

### Gründung und die ersten Jahre
Der Klub wurde 1957 unter dem Namen Silivrispor Kulübü in seinem Heimatbezirk Silivri in der türkischen Großstadt Istanbul gegründet. Unter diesem Namen spielte die Mannschaft bis ins Jahr 1984 in den unteren Istanbuler Amateurspielklassen.

### Einstieg in den Profifußball
Nachdem zum Sommer 1980 der türkische Profifußball von bisher drei auf lediglich zwei Profiligen reduziert worden war, wurde 1984 auf Direktive des damaligen Staatspräsidenten Turgut Özal die dritthöchste professionelle Fußballliga, die 3. Lig, mit heutigem Namen TFF 2. Lig, wieder eingeführt. Darüber hinaus wurde verkündet, dass man nach Erfüllung bestimmter Auflagen und Bedingungen eine Ligateilnahme beantragen könne. Um die Stadtentwicklung voranzutreiben, bemühten sich mehrere Stadtnotabeln darum, die Auflagen zu erfüllen. Nachdem man die Auflagen erfüllt hatte, bestätigte der türkische Fußballverband die Teilnahme. So nahm Silivrispor in der Spielzeit 1984/85 an der wiedereingeführten 3. Lig teil. Bereits zur zweiten Saison erreichte der Verein die Meisterschaft der 3. Lig und stieg zum ersten Mal in der Vereinsgeschichte in die zweithöchste türkische Spielklasse, damals als 2. Lig bezeichnet, auf.

### Abstieg bis in die Amateurliga
In die 2. Liga aufgestiegen, verfehlte der Verein bereits in seiner ersten Zweitligasaison den Klassenerhalt und kehrte wieder in die 3. Liga zurück. In dieser Liga spielte Silivrispor bis zum Sommer 1994 und stieg dann in die regionale Amateurliga ab.

### Rückkehr zum Profifußball und Neuzeit
In der regionalen Amateurliga der Spielzeit 2011/12 beendete Silivrispor die Liga auf dem zweiten Platz und qualifizierte sich für die Playoffphase der Liga, in der die letzten Aufsteiger in die TFF 3. Lig ausgespielt wurden. In den Playoffs setzte sich die Mannschaft gegen Emirdağspor und Bursa Merinosspor durch und stieg somit in die 3. Lig auf. Damit nahm der Verein nach 18 Jahren wieder am Profifußball teil.
In der Viertligasaison 2016/17 beendete der Verein die TFF 3. Lig als Play-off-Sieger und stieg in die TFF 2. Lig auf.

## Erfolge
- Play-off-Sieger der TFF 3. Lig und Aufstieg in die TFF 2. Lig: 2016/17

## Ligazugehörigkeit
- 2. Liga: 1986–1987
- 3. Liga: 1984–1986, 1987–1994,seit 2017
- 4. Liga: 2012–2017
- Amateurliga: bis 1984, 1994–2012

## Bekannte ehemalige Spieler
- Özgür Ergün
- Müjdat Gürsu
- Aygün Taşkıran

## Ehemalige Trainer (Auswahl)
- Kadir Akbulut (September 2009 – Mai 2011)
- Mustafa Ceviz (Juli 2013 – Mai 2015)
- Selim Özer (Juni 2015 – Oktober 2015)
- Sertan Güriz (Oktober 2015 – Februar 2017)
- Fahrettin Sayhan (Februar 2017 – April 2017)
- Erdal İşkar (April 2017 – )

## Präsidenten (Auswahl)
- İhsan Atun
- Ümit Kalko